# Carl Bantzer

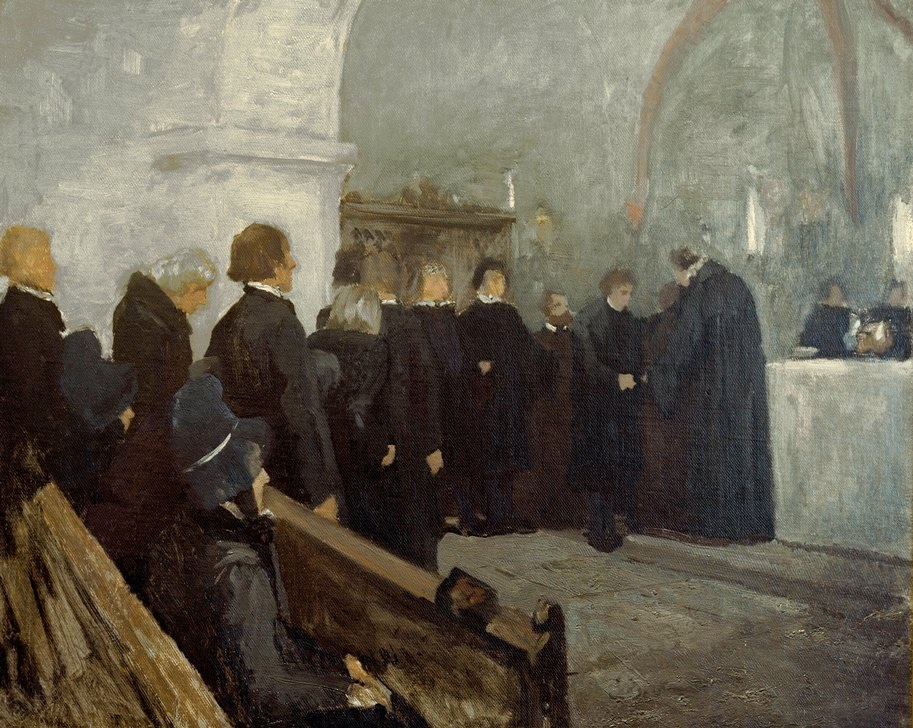
Nattvarden av Carl Bantzer.

Carl Ludwig Noah Bantzer, född den 6 augusti 1857 i Ziegenhain-Weichaus nunera en del av Schwalmstadt, död den 19 december 1941 i Marburg , var en tysk målare.
Banzer blev 1897 professor i Dresden och 1918 direktör vid konstakademien i Kassel. Sina motiv hämtade han främst från det hessiska bondelivet.